# وینسنت متیوز
وینسنت متیوز (انگلیسی: Vincent Matthews؛ زادهٔ ۱۶ دسامبر ۱۹۴۷) دونده اهل ایالات متحده آمریکا است.
از افتخارات وی میتوان به کسب دو مدال طلا در بازی‌های المپیک تابستانی اشاره کرد.